# Music Sounds Better with U
Music Sounds Better with U è un singolo della boyband statunitense Big Time Rush, pubblicato il 1º novembre del 2011 come unico estratto dal secondo album in studio Elevate.

## Descrizione
Il brano è stato inserito nel secondo album del gruppo intitolato Elevate.

## Video musicale
Ne è stato fatto anche un video che vede i quattro ragazzi a una festa con delle ragazze.

## Tracce
Testi di Ryan Tedder, Thomas Bangalter, Benjamin Cohen, Brent Kutzle, Eric Bellinger, Frank Musker, Noel Zancanella, Alain Quême, Kendall Schmidt, James Maslow, Logan Henderson, Carlos PenaVega, Dominic Bugatti, musiche di Ryan Tedder.
1. Music Sounds Better with U (feat. Mann) – 3:06